# Ramphocinclus
Ramphocinclus is een geslacht van zangvogels uit de familie spotlijsters (Mimidae).

## Soorten
Het geslacht kent de volgende twee soorten:
- Ramphocinclus brachyurus – Martiniquespotlijster
- Ramphocinclus sanctaeluciae – Sint-Luciaspotlijster